# Eddy de Neve
Eddy de Neve (Batavia, 1º gennaio 1882 – 30 agosto 1943) è stato un calciatore olandese.

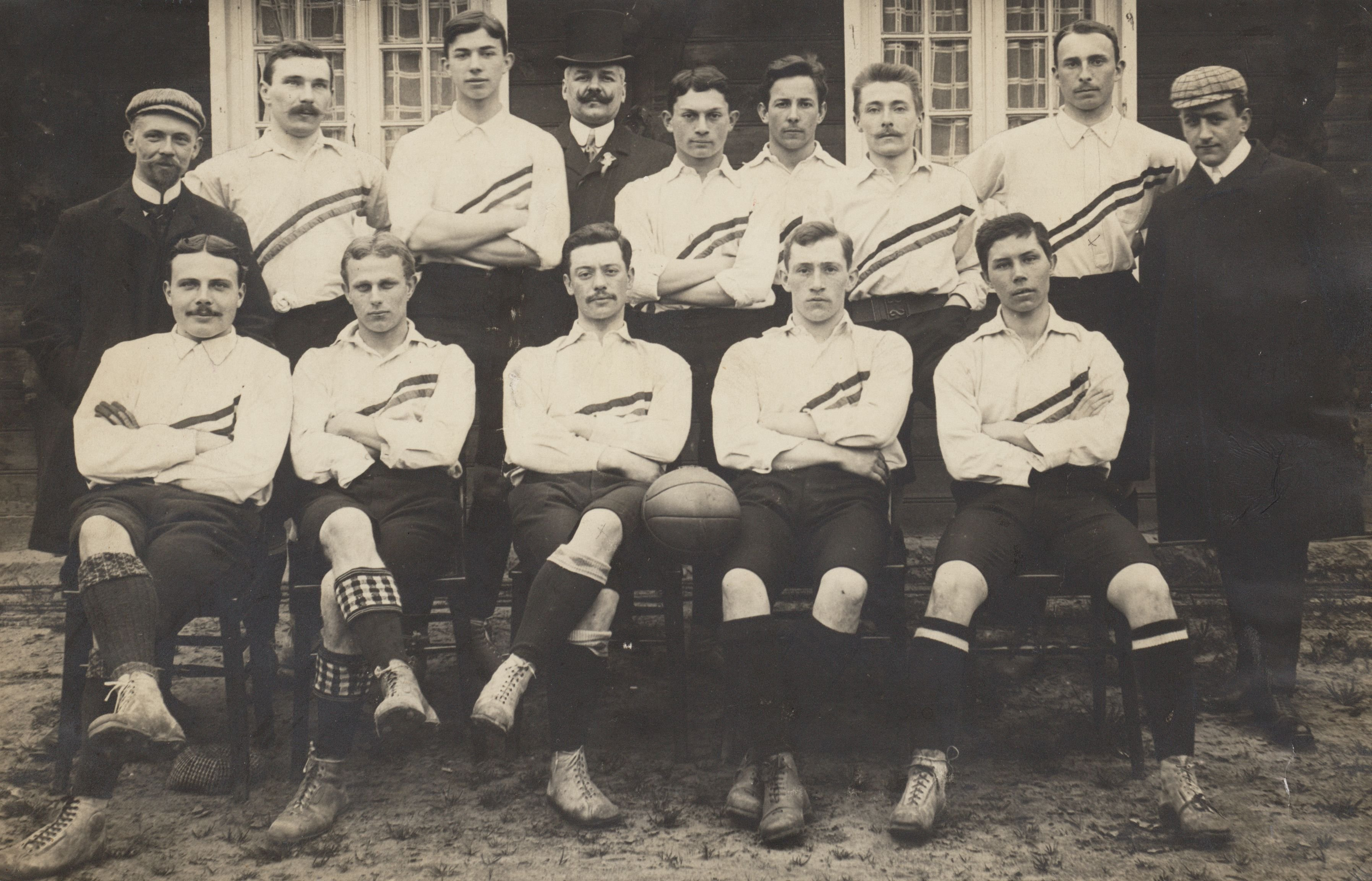
Eddy de Neve (il secondo da destra nella fila in alto) con la squadra nazionale olandese in vista della partita contro il Belgio il 30 aprile 1905

Eddy de Neve nacque il 1º gennaio 1882 (o secondo altre fonti il 2 gennaio 1885) a Batavia nelle Indie Orientali Olandesi, figlio di un maggiore del regio esercito delle Indie Orientali. Questi morì quando Eddy era ancora un fanciullo e la famiglia si trasferì nei Paesi Bassi. Lì de Neve iniziò a giocare a calcio, dapprima nel Quick a L'Aia, poi durante il servizio militare al Velocitas Breda, squadra affiliata all'Accademia militare olandese. Nel 1905 tornò all'Aia a giocare per l'HBS Craeyenhout e lì vinse subito il campionato olandese.
Il 30 aprile 1905 de Neve fece parte della prima Nazionale olandese della storia, che esordì disputando la Coppa Van Den Abeele contro il Belgio. All'ottantesimo minuto de Neve portò in vantaggio l'Olanda, segnando il primo gol nella storia della sua Nazionale, che venne pareggiato sei minuti dopo da un autogol. Nei supplementari de Neve segnò una tripletta ai minuti numero 106, 117 e 119: l'Olanda ottenne così la prima vittoria della sua storia con il punteggio di 4-1. Due settimane dopo si giocò la rivincita a Rotterdam e l'Olanda vinse nuovamente, questa volta per 4-0, con 2 reti di de Neve.
Nella sua terza ed ultima partita in Nazionale, una sconfitta per 3-2 sempre contro il Belgio, de Neve non riuscì a segnare. Con 6 reti in 3 partite fu comunque capocannoniere della storia della sua nazionale e lo rimase fino al 21 marzo 1909, quando venne superato da Edu Snethlage.
La sua carriera sportiva terminò a causa di un infortunio al ginocchio e del servizio militare nelle Indie Orientali che lo portò a ricoprire il ruolo di primo tenente nel 1909. Pochi mesi dopo venne congedato ma rimase nelle Indie Orientali dove si sposò, ebbe un figlio e lavorò per diverse compagnie e piantagioni. Rimase nelle Indie Orientali anche dopo la fine del suo matrimonio e nel 1938 pubblicò la sua autobiografia, Koning Voetbal. Morì nel 1943 in un campo di concentramento giapponese nelle Indie Orientali.